# Der Dschungel muß verrückt sein
Der Dschungel muß verrückt sein (Alternativtitel: Kwagga schlägt zurück, Originaltitel: Oh Shucks! Here Comes UNTAG) ist eine südafrikanische Filmkomödie aus dem Jahr 1990. Der deutsche Titel spielt auf die Filmreihe Die Götter müssen verrückt sein an.

## Handlung
Die Komödie thematisiert die wenig segensreiche Präsenz einer fiktiven UNO-Friedenstruppe („UNTAG“) in dem fiktiven Staat Nambabwe (Kunstwort aus Namibia und Simbabwe) im Süden Afrikas. Die meist inkompetenten und nur auf persönliche Vorteile bedachten Angehörigen dieser internationalen Truppe machen den Einheimischen das Leben schwer und sind teils in kriminelle Geschäfte verwickelt.
Die Hauptfigur, Kwagga Robertse, ein Ladenbesitzer, der vor allem davon lebt, Touristengruppen vorzugaukeln, jeweils vor ihren Augen einen Löwen zu töten, vereitelt diese Machenschaften mit listigen und humoristischen Mitteln. Zudem setzt er sich mit seinen Streichen gegen die überheblichen Angehörigen der UNO-Truppe zur Wehr.

## Hintergrund
Die Rahmenhandlung nimmt Bezug auf die UNTAG, die 1989/1990 die Entlassung Namibias in die Unabhängigkeit und die Durchführung freier Wahlen begleitet hatte.

## Kritik
Cinema meint: „Der kritische Anspruch geht im Klamauk unter. Fazit: Laue Klamotte, die gerne kritisch wäre.“